# 最佳錄音獎 (金曲獎)
傳藝金曲獎最佳錄音獎是由國立傳統藝術中心在臺灣舉辦的現行頒發獎項。

## 歷屆得獎暨入圍名單
|  | 獲獎者 |

### 最佳錄音獎（第25屆～至今）
| 年份 （屆次）                                        | 入圍作品                                                          |
| ---------------------------------------------------- | ----------------------------------------------------------------- |
| 2014 （第25屆）                                      | 尤子澤 《樂無止境--呂紹嘉與國家交響樂團經典現場重現》             |
| 2014 （第25屆）                                      | 王昭惠／《錢南章「十二生肖」台北愛樂合唱團40週年鉅獻》            |
| 2014 （第25屆）                                      | 饒瑞舜／《想念的季節--蔡明叡首張個人鋼琴演奏專輯》                |
| 2014 （第25屆）                                      | 尤子澤／《藍色的思念》                                            |
| 2014 （第25屆）                                      | 王昭惠／《「聽你．聽我」--台灣人文合唱專輯》                      |
| 2015 （第26屆）                                      | 王昭惠 《台灣歌仔簿二．想欲彈同調》                               |
| 2015 （第26屆）                                      | 尤子澤／《樂典10—楊聰賢、洪崇焜、曾毓忠、鍾耀光》                 |
| 2015 （第26屆）                                      | 王昭惠／《<寂靜之聲>經典聖樂合唱作品》                            |
| 2015 （第26屆）                                      | 楊敏奇／《<般若>佛教讚頌交響樂》                                  |
| 2015 （第26屆）                                      | Jason Hayles／《<Journey on the Road>連珮如琵琶旅行樂誌＠西澳篇》 |
| 2016 （第27屆）                                      | Hans-Jochen Brauns 《Romantic Moments For Male Choir》            |
| 2016 （第27屆）                                      | Ingo Petry／《梁祝》                                              |
| 2016 （第27屆）                                      | Todd Garfinkle／《連珮如琵琶旅行樂誌＠法國篇》                    |
| 2016 （第27屆）                                      | 王昭惠／《聽你．聽我II－台灣歌謠的愛與聆聽》                      |
| 2016 （第27屆）                                      | 黃宏仁／《向巴赫致敬》                                            |
| 2017 （第28屆）                                      | 施威錦 《純淨。風格 - 男高音施宣煌第一張個人專輯》                |
| 2017 （第28屆）                                      | 王昭惠／《土地的歌 - 石青如合唱作品》                             |
| 2017 （第28屆）                                      | 尤子澤／《樂典11 - 陳樹熙、李志純、曾興魁》                       |
| 2017 （第28屆）                                      | 楊敏奇／《宋光清的長號聲音 - 這裡真好》                           |
| 2017 （第28屆）                                      | 徐育聖／《望南風》                                                |
| 2018 （第29屆）                                      | 楊敏奇 《古今狂想—大鍵琴音樂詩畫》                                |
| 2018 （第29屆）                                      | Rainer Maillard／《夢幻樂章》                                     |
| 2018 （第29屆）                                      | 饒瑞舜／《蕭邦：27首練習曲全集》                                  |
| 2018 （第29屆）                                      | 王昭惠／《破曉—中山女高校友合唱團十週年紀念專輯》                 |
| 2018 （第29屆）                                      | 音樂人多媒體製作錄音公司／《南鳳清聲—南聲社南管音樂專輯》         |
| 2018 （第29屆）                                      | 尤子澤／《松竹梅—聽見鄭思森》                                     |
| 2019 （第30屆）                                      | 黃宏仁 《陳毓襄．雨夜琴聲—聆聽台灣最古老的管風琴》                |
| 2019 （第30屆）                                      | 宋文勝／《只為了禰》                                              |
| 2019 （第30屆）                                      | 王昭惠／《印象臺灣II》                                            |
| 2019 （第30屆）                                      | 尤子澤／《交響臺北I》                                             |
| 2019 （第30屆）                                      | 楊敏奇／《花之夢—花香．琴韻．蘇顯達》                             |
| 2020 （第31屆）                                      | 尤子澤 《NSO首席之聲 李宜錦-調和的靈感》                          |
| 2020 （第31屆）                                      | Tom Lazarus／《李斯特超技練習曲》                                 |
| 2020 （第31屆）                                      | 尤子澤／《花漾寶島》                                              |
| 2020 （第31屆）                                      | 黃宏仁／《巴赫逸事》                                              |
| 2020 （第31屆）                                      | 饒瑞舜／《懷月之心》                                              |
| 2021 （第32屆）                                      | 楊敏奇 《〈䪩〉──無設限的詩歌紀行》                               |
| 2021 （第32屆）                                      | 尤子澤／《決戰生死》                                              |
| 2021 （第32屆）                                      | 王昭惠／《木色III──愛的禮讚》                                     |
| 2021 （第32屆）                                      | 楊敏奇／《新美學．樂》                                            |
| 2021 （第32屆）                                      | 饒瑞舜／《印象．法國》                                            |
| 2022 （第33屆）                                      | 林孝親、林思妤、林佳興 《笛蝶故事》                               |
| 2022 （第33屆）                                      | 尤子澤／《來自臺灣──呂紹嘉的原鄉情懷》                            |
| 2022 （第33屆）                                      | 王昭惠／《嬗》                                                    |
| 2022 （第33屆）                                      | 孫紹庭／《新亞室內樂協會〈情繫心憶〉紐約音樂會》                  |
| 2022 （第33屆）                                      | 饒瑞舜／《森。木管〈十年〉》                                      |
| 2023 （第34屆）                                      | 饒瑞舜 《巴赫D靈感》                                              |
| 2023 （第34屆）                                      | Michele Paciulli／《絃舞Dancing Strings》                         |
| 2023 （第34屆）                                      | 饒瑞舜、Antonio Oliart／《劉孟捷─蕭邦：夜曲全輯》                 |
| 2023 （第34屆）                                      | 饒瑞舜／《廖皎含─蕭邦、葛拉納多斯》                               |
| 2024 （第35屆）                                      | 孫紹庭 《聽到噠仔聲就知莊中有大事》                               |
| 2024 （第35屆）                                      | 尤子澤／《菲利克斯・黑爾：管風琴幻想曲》                          |
| 2024 （第35屆）                                      | 尤子澤／《桂冠之聲》                                              |
| 2024 （第35屆）                                      | 徐振程／《Voco Novo 爵諾歌手〈古早古早Goza Goza〉》               |
| 2024 （第35屆）                                      | 黃宏仁／《莫札特鋼琴作品 第一輯》                                 |
| 2024 （第35屆）                                      | 饒瑞舜／《映畫．臺灣》                                            |
| 2025 （第36屆）                                      |                                                                   |
| 尤子澤、林英強／《舒密特與楊文信：萬彩雙琴》         |                                                                   |
| 林孝親、林思妤、林佳興、王瑋、張立勤／《綻 Blossom》 |                                                                   |
| 尤子澤／《臺灣‧福爾摩沙》                            |                                                                   |
| 徐育聖／《陳必先的貝多芬計畫──以時間入味的傳奇》     |                                                                   |
| 劉詩偉／《東方不是夢──陳崇青柳琴、阮咸創作專輯》     |                                                                   |
| 孫紹庭／《安土》                                     |                                                                   |

## 外部連結
- 國立傳統藝術中心 （页面存档备份，存于）
- 第35屆傳藝金曲獎 （页面存档备份，存于）
- 傳藝金曲獎的Facebook專頁